# AfterStep
AfterStep – menadżer okien systemu X Window. Głównym celem programistów AfterStepa jest stworzenie konfigurowalnego, estetycznego menadżera okien, efektywnie zarządzającego zasobami systemowymi. AfterStep pierwotnie był wariantem FVWM, upodobniającym go do NeXTSTEP, lecz deweloperzy odbiegli od tej idei, odchodząc od FVWM i przepisując kod na nowo.
Obecnie zawiera kilkadziesiąt modułów, takich jak:
- WinList – zarządzanie oknami programów
- Pager – zarządzanie pulpitem
- Wharf – zarządzanie apletami

AfterStep jest utrzymywany przez małą społeczność programistów, do których należą m.in.: Alfredo Kojima (lider), Guylhem Aznar. Menadżerem projektu jest Sasha Vaco.